# Sebahat Atli
Sebahat Atli (* 1971 in Berlin) ist eine deutsche Wirtschaftsjuristin und Politikerin (SPD). Seit 2021 ist sie Mitglied im Abgeordnetenhaus von Berlin.

## Leben
Sebahat Atli studierte nach dem Abitur Wirtschaftsrecht an der Hochschule für Technik und Wirtschaft Berlin mit Diplom. Sie wechselte dann in die öffentliche Verwaltung, zunächst in Potsdam, danach in die Berliner Senatsverwaltung für Bildung, Jugend und Familie.

## Partei und Politik
Von 2016 bis 2021 gehörte Atli der Bezirksverordnetenversammlung im Bezirk Spandau an. Bei der Abgeordnetenhauswahl 2021 erhielt sie ein Direktmandat im Wahlkreis Spandau 1. Bei der Wiederholungswahl 2023 konnte sie ihren Sitz im Abgeordnetenhaus verteidigen.